# محمد عامر مارديني
محمد عامر المارديني (ولد  1378 هـ / 1959 م) صيدلاني وأديب وسياسي سوري، وأستاذ جامعي، شغل منصب وزير التربية في حكومتي حسين عرنوس الثانية ومحمد غازي الجلالي منذ 8 أغسطس 2023 إلى 10 ديسمبر 2024 بعد يومين من سقوط نظام الأسد. وقبل ذلك شغل منصب وزير التعليم العالي في حكومة وائل الحلقي الثانية من 27 آب 2014 إلى 3 تموز 2016. كما شغل منصب رئيس جامعة دمشق من 2011 حتى 2014.

## سيرته
وُلد محمد عامر المارديني في دمشق، يوم الأحد 8 شعبان 1378هـ الموافق 15 فبراير 1959م، حصل على إجازة في الصيدلة من جامعة دمشق عام 1982، ثم على (دكتوراه) في الصيدلة من جامعة همبولدت في ألمانيا عام 1988. 

## مناصبه
- رئيس قسم الكيمياء الصيدلية والمراقبة الدوائية 1991-1993
- وكيل كلية الصيدلة للشؤون الادارية 1995-2003
- عميد كلية الصيدلة 2004-2006
- وكيل جامعة دمشق للشؤون الادارية 2006-2008
- وكيل جامعة دمشق للشؤون العلمية 2008-2010
- مستشار رئيس جامعة دمشق ثم ئائب رئيس الجامعة الدولية الخاصة للعلوم والتكنولوجيا 2011
- رئيس جامعة دمشق 4 أكتوبر 2011[5] - 21 سبتمبر 2014[6]
- وزير التعليم العالي 28 أغسطس 2014[7] - 3 يوليو 2016.[8]
- مدير البرامج الأكاديمية في هيئة التميز والإبداع 2017-2019
- رئيس جامعة الأندلس الخاصة للعلوم الطبية 14 يونيو 2020[9] - 8 أغسطس 2023[10]
- وزير التربية 8 أغسطس 2023[2] - حتى إلى 10 ديسمبر 2024.

## نشاطاته
شغل عضوية عدد من الجمعيات العلمية والمهنية واللجان أهمها:
- أمين عام الجمعية العلمية لكليات الصيدلة في الوطن العربي (2004-2006)،
- رئيس هيئة تحرير المجلة العربية للعلوم الصيدلية (2004-2006)،
- عضو اللجنة الفنية العليا للدواء البيطري- وزارة الزراعة منذ عام (1997-2006)،
- عضو مجلس فرع دمشق لنقابة الصيادلة منذ عام (1994-2006)،
- مدير مسؤول مجلة خدمة المعلومات الدوائية الصادرة عن منظمة الصحة العالمية بالتعاون مع جامعة دمشق 2004،
- عضو هيئة تحرير المجلة العلمية لنقابة صيادلة سورية، وعضو نقابة المعلمين- فرع جامعة دمشق،
- عضو المؤتمر العام لنقابة صيادلة سورية.
- عضو مجلس أمناء الجامعة السورية الخاصة
- عضو مجلس أمناء هيئة التميز والإبداع
- عضو مجلس أمناء المنظمة السورية لذوي الإعاقة- آمال

## مؤلفاته
1. حموضة معدة، وهي مجموعة قصصية من الحياة اليومية. يرصد بها الكاتب ظواهر المجتمع. صدرت عن دار الشرق للطباعة والنشر عام 2019[11][12] وصدرت طبعة ثانية عن دار دلمون الجديدة في 2022.[13]
2. قصص شبه منحرفة، وهي 19 قصة من فئة الأدب الساخر صدرت عن دار دلمون الجديدة في 2021.[14][15]
3. مقصات ناعمة، وهي 29 قصة من فئة الأدب الساخر صدرت عن دار دلمون الجديدة في 2021.[16]
4. شهاوى، وهي رواية درامية صدرت عن أوستن ماكولي بابليشرز في 31 يناير 2022.[17]
5. أسلاك شائقة، وهي 28 قصة من فئة الأدب الساخر صدرت عن دار دلمون الجديدة في 2023.[18]
6. صاحب الظل القصير، وهي رواية لليافعين والشباب صدرت عن دار العلم - دمشق في 2024.